# 科廷大學
科廷大學（英語：Curtin University），是位於澳大利亞西澳大利亚州的治所珀斯之公立大學，2025年QS世界大學排名第174名，其工商管理碩士課程（MBA）為亞太地區第八名；科廷商學院在2009年西班牙世界大學網路排名的商學院排名中，排名全澳第十。

## 歷史
1966年創校，當時名為西澳大利亚科技學院（Western Australian Institute of Technology）；1986年升格為大學，並重新命名為「Curtin」，是為科廷科技大學（Curtin University of Technology），取自於前澳大利亞總理約翰·科廷（John Curtin）之名。2010年，更名為科廷大學。

## 校務發展定位
科廷大學亦是全澳洲只有六所大學提供專業精算學課程的其中之一。另外,以珀斯為首的城市持續發展,其造價工程師專業(construction management and economics)在澳洲業界享有盛名。

## 盟校
澳洲科技大學聯盟（Australian Technology Network of Universities, ATN）

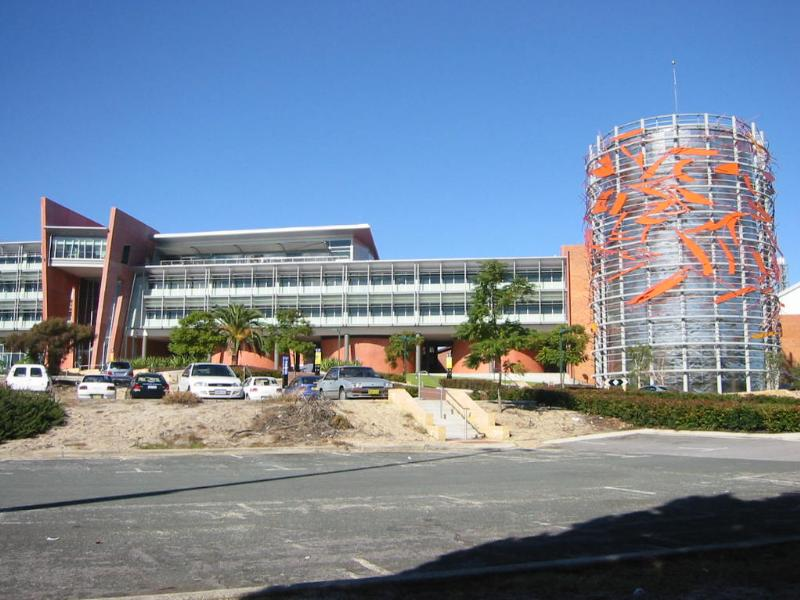
科廷大學

- Curtin University （页面存档备份，存于） 科廷大學
- Queensland University of Technology 昆士蘭科技大學
- University of South Australia （页面存档备份，存于） 南澳大學
- Royal Melbourne Institute of Technology(RMIT University) （页面存档备份，存于） 墨爾本皇家理工大學
- University of Technology, Sydney Archive.today的存檔，存档日期2012-08-05 雪梨科技大學

## 學院
- 原住民研究中心
- 科廷商學院
  - 會計學院
  - 法學和稅收商學院
  - 經濟學和金融學院
  - 信息系統學校
  - 管理學院
  - 市場營銷學院
  - 研究生商學院
- 健康科學系
  - 國際健康中心
  - 護理助產學院
  - 職業與社會工作學院
  - 藥學院
  - 物理治療學院
  - 心理學和言語病理學學院
  - 公共衛生學院
- 人文學院
  - 建築環境學院
  - 與藝術設計學院
  - 媒體，文化和創意藝術學院
  - 教育學院
  - 社會科學和亞洲語言學院
  - 科廷英語語言中心
  - 人權教育中心
- 科學與工程學院
  - 理學院
  - 化學與石油工程學院
  - 土木及機械工程學院
  - 電氣工程和計算機學院
  - 農業與環境學院
  - 西澳大利亞礦業學院

## 校友
在科廷科技大學畢業的知名校友包括以下:
- 约翰‧巴特勒（英语：John Butler (musician)），音樂家
- 普里亞‧庫珀（英语：Priya Cooper），悉尼残奥会金牌游泳選手
- 理查德‧库里（英语：Richard Curry），澳洲原住民族事務委員會委員長
- 馬丁·多基馬，moodle教育軟件創辦人
- 阿曼达·海格斯（英语：Amanda Higgs），《The Secret Life Of Us》電視節目製作人
- 希拉·麦克哈尔（英语：Sheila McHale），西澳政府閣員、從政人士
- 法蘭西絲·歐康娜，演員
- 莉莉安娜·拉夫利希（英语：Ljiljanna Ravlich），西澳政府閣員、從政人士
- 托尼·罗纳森，珀斯野貓（英语：Perth Wildcats）隊籃球員
- 提姆‧溫頓（英语：Tim Winton） 作家
- 约翰·沃尔斯福（英语：John Worsfold），西海岸老鹰隊總教練
- 納塔利婭·庫珀（英语：Natalia Cooper），《National Nine News》Nine Perth氣象播報員